# رود هاردي
رود هاردي (بالإنجليزية: Rod Hardy)‏ هو مخرج أسترالي، ولد في 1949 في ملبورن في أستراليا.

## وصلات خارجية
- رود هاردي على موقع IMDb (الإنجليزية)
- رود هاردي على موقع ألو سيني (الفرنسية)
- رود هاردي على موقع أول موفي (الإنجليزية)
- رود هاردي على موقع قاعدة بيانات الأفلام السويدية (السويدية)
- رود هاردي على موقع قاعدة بيانات الفيلم (الإنجليزية)
- رود هاردي على موقع كينوبويسك (الروسية)